# Berghem (hoeve)
De hoeve Berghem staat in de Nederlandse buurtschap Berghem, provincie Limburg.
Berghem was een laathof van de proosdij van het Akense Munsterkapittel. Zij gaven de laathof in leen uit. Herman van Tzievel was rond 1400 leenman van Berghem. De heren van Wittem hadden de laathof vanaf de tweede helft 15e eeuw in handen.
In 1579 brandde de hoeve af tijdens het beleg van Maastricht.
De huidige hoeve Berghem dateert uit de 19e eeuw en heeft een L-vormige plattegrond. De hoeve telt twee bouwlagen en het woongedeelte wordt afgedekt door een wolfsdak, terwijl de schuur een zadeldak heeft. 
Volgens een kaart van Tranchot uit begin 19e eeuw bevond zich aan de noordzijde aanvankelijk nog een tweede binnenplaats, mogelijk met het woongedeelte van de eigenaar. De bebouwing rond deze binnenplaats is echter in de loop van de 19e eeuw verdwenen.
Er is geopperd dat Berghem oorspronkelijk een kasteel was. Hiervoor bestaan echter geen daadwerkelijke aanwijzingen.